# Iqtà
Iqtà (de l'àrab اقطاع, Iqṭāʿ) és un terme àrab que s'ha traduït com a feu, però amb un significat de fet lleugerament diferent, ja que una iqtà era en origen una concessió administrativa. Aquestes concessions variaven quant a les condicions, però excepte casos molt específics estaven exemptes de l'impost de la dima (però no del kharadj o impost sobre la terra).
Sota els califes omeies i abbàssides, les iqtàs eren concessions, i els posseïdors funcionaris; generalment es donaven a militars i cada vegada pagaven menys taxes, sense que fos possible el seu cobrament la major part de les vegades. Els buwàyhides van donar les iqtàs exemptes de tota obligació de pagament (que, de totes maneres, no havien de cobrar). Van sorgir llavors les muqatàs, uns districtes de diversa mesura amb autonomia fiscal, similars a dues entitats ja existents, els districtes de Mardj i Karadj a l'Iran occidental, que eren ighars o districtes exempts. El concepte ighar va desaparèixer, i amb el temps la iqtà i la muqatà van esdevenir el mateix.
Els seljúcides van fer un ús massiu del sistema d'iqtàs i el van introduir en províncies. A mesura que perdia poder la dinastia seljúcida, les iqtàs foren més nombroses i més grans i van tendir a ser hereditàries. De fet, només es diferenciaven dels governs provincials en la seva extensió. Els zengites i alguns altres van declarar la condició hereditària de les iqtàs per afavorir la lleialtat dels concessionaris. El sistema fou introduït a Egipte per Saladí. Més tard a l'Àsia Menor el sistema de la iqtà fou substituït pel del timar sota els otomans.
Els mongols van eliminar el sistema d'iqtàs però amb l'il-kànida Gazan (1296-1304) i el seu visir Raixid-ad-Din, per manca de fons de l'estat, fou necessari concedir feus als soldats que havien de cobrir les obligacions militars de defensa, concessions anomenades en mongol suyurghal si era hereditària i tuyul si era temporal, noms que no van arrelar i van ser popularment conegudes com a iqtàs.